# Biosynteza białka
Biosynteza białka – proces prowadzący do wytworzenia cząsteczek białka. Proces ten zachodzi we wszystkich żywych komórkach, a także jest możliwy do przeprowadzenia in vitro (pozakomórkowa synteza białka).
Biosynteza białka może być rozumiana jako pełny proces, w którym informacja zapisana w sekwencji DNA jest w procesie transkrypcji przepisywana na cząsteczki RNA, a powstałe w ten sposób cząsteczki RNA są wykorzystywane przez rybosomy jako źródło informacji potrzebnej do syntezy białka w procesie translacji. U organizmów eukariotycznych cząsteczki RNA powstałe w procesie transkrypcji są zwykle poddawane procesowi splicingu polegającemu na wycinaniu intronów.
Termin biosynteza białka jest czasami używany jako synonim procesu translacji odbywającego się w rybosomach. Często do procesu biosyntezy białka zaliczana jest także biosynteza aminokwasów.

## Synteza białka u prokariontów
U organizmów prokariotycznych (np. bakterii) proces transkrypcji oraz translacji zachodzą w cytoplazmie komórki. U organizmów tych nie występuje proces splicingu, tak więc mRNA powstające w wyniku transkrypcji może być natychmiast wykorzystane przez rybosomy w procesie translacji. Rybosomy Procaryota zaczynają zwykle translację nici mRNA, która jeszcze nie została do końca zsyntetyzowana – trwa jeszcze proces transkrypcji. Tak więc u organizmów prokariotycznych procesy transkrypcji i translacji nie są rozdzielone w czasie ani przestrzeni.

## Synteza białka u eukariontów
U organizmów eukariotycznych proces transkrypcji odbywa się w jądrze komórkowym. Powstałe cząsteczki RNA są nazywane pre-mRNA. Pre-mRNA jest zwykle poddawane procesowi splicingu (wycinaniu intronów). Do cząsteczek RNA dołączana jest tak zwana czapeczka (czyli nukleozyd 7-metyloguanozyna), struktura ta jest konieczna do rozpoczęcia translacji. Białkiem bezpośrednio odpowiedzialnym za rozpoznanie czapeczki jest czynnik inicjujący translację EIF-4E. Większość cząsteczek RNA jest także poliadenylowana na końcu 3'.
Tak powstałe cząsteczki mRNA są eksportowane do cytoplazmy komórki. W cytoplazmie mRNA jest używany przez rybosomy, jako matryca w procesie translacji.
U roślin biosynteza białka odbywa się w cytozolu (75%), plastydach (20%) i mitochondriach (2-5%).